# Reid-Methode
Die Reid-Methode (englisch Reid technique) ist eine Vernehmungsmethode zur Befragung von Personen, die einer Straftat verdächtigt werden. Durch Suggestivfragen und Drohungen kann die Methode zu Fehlurteilen führen.

## Entwickler
Die Methode wurde im Jahr 1948 von John E. Reid, einem Chicagoer Polizeibeamten, entwickelt. Die Bezeichnung Reid-Methode ist eine geschützte Marke der von ihm gegründeten Firma, die bis heute Schulungen in der Methode anbietet.

## Methode
Die Reid-Methode, deren primärer Zweck es ist, ein Geständnis zu erlangen, kann in drei Phasen unterteilt werden. In der ersten Phase wird in einer Art Vorbefragung ein Benehmens-Analyse-Interview (BAI) mit dem Verdächtigen durchgeführt. Anhand eines standardisierten Fragenkatalogs wird versucht, auffällige körperliche und psychische Reaktionen des Verdächtigen durch harmlose und sogenannte verhaltensprovozierende Fragen herbeizuführen, und diese anschließend mit einer weiteren Ermittlungsperson auf Glaubwürdigkeit oder vermutliche Tatbeteiligung analysiert. Das dabei registrierte Verhalten ist bei Reid bezüglich Auftreten, Einstellung, verbalen und nonverbalen Verhaltens von wahrheitsgemäß aussagenden und täuschenden Verdächtigen kategorisiert, so dass anhand dieser Kriterien der Verdächtige eingeschätzt werden soll. Dies dient zum einen dazu, zu entscheiden, ob der Tatverdacht aufrechterhalten wird und in Phase zwei übergegangen werden soll, oder ob der Verdacht zunächst verworfen werden soll. Zum anderen werden anhand der Verhaltensanalyse psychologische Eckpunkte ermittelt, die strategisch für die Befragung in Phase zwei ausgenutzt werden können.
In der zweiten Phase findet die eigentliche Vernehmung statt, die in neun Stufen gegliedert ist:
1. Direkte Konfrontation mit der Tat. Dem Verdächtigen soll verdeutlicht werden, dass die Polizei unwiderlegbare Beweise gegen ihn hat. Ihm soll nun früh Gelegenheit gegeben werden, sich zu erklären.
2. Es soll dem Verdächtigen die Möglichkeit gegeben werden, die Verantwortung für die Tat einer dritten Person zuzuordnen oder rechtfertigende Umstände anzuführen. Es soll ihm Gelegenheit gegeben werden, die Tat zu entschuldigen oder zu rechtfertigen. Die zu diesem Zweck von den Beamten vorbereiteten Tatszenarien sollen auch dazu führen, den Hauptschuldigen in einem größeren Täterkreis auszumachen.
3. Der Verdächtige soll davon abgehalten werden, seine Schuld zu leugnen. Die Theorie dahinter: Je häufiger der Verdächtige sagt: „Ich war es nicht!“, desto mehr verfestigt sich sein Widerstand, und desto schwieriger ist es, ein Geständnis zu erlangen.
4. An diesem Punkt versucht der Verdächtige häufig zu erklären, warum er nicht der Täter sein kann. Dieses Gespräch soll dann, falls möglich, in Richtung eines Geständnisses geleitet werden.
5. Verstärkung („Belohnung“) von Aufrichtigkeit, damit der Verdächtige sich öffnet.
6. Der Verdächtige wird nun leiser und ist aufnahmebereit. Der Vernehmer soll nun Alternativen anbieten. Falls der Verdächtige weint, soll daraus ein Schuldeingeständnis abgeleitet werden.
7. Zwei Alternativen zu Tatabläufen sollen angeboten werden, eine davon weniger sozial akzeptierbar als die andere. Gibt der Verdächtige die weniger belastende Alternative zu („Ja, es stimmt, es war ein Unfall, ich wollte sie nicht umbringen...“) ist eine Tatbeteiligung erwiesen. An dieser Stelle wird aber häufig noch eine Tatbeteiligung bestritten.
8. Legt der Verdächtige ein Geständnis ab, so soll er dazu gebracht werden, es vor Zeugen zu wiederholen. Das Geständnis soll durch bestätigende Angaben zu Tatmerkmalen gestützt werden.
9. Das Geständnis soll protokolliert oder aufgezeichnet und vom Verdächtigen abgezeichnet werden.

Die dritte Phase dient der schriftlichen Protokollierung des Geständnisses.

## Kritik
Von Strafverteidigern und Strafrechtsexperten im europäischen Raum wird die Reid-Methode kritisch gesehen. Sie führt zu einer hohen Rate von falschen Geständnissen insbesondere bei Verdächtigen, die erhöht anfällig für Suggestion sind. So sind beispielsweise Personen mit psychischen Störungen, intellektuellen Einschränkungen oder Minderjährige besonders benachteiligt. Eine Studie von Mogavero (2020) aus den USA, wo die Reid-Technik weiterhin regelmäßig angewandt wird, hat etwa festgestellt, dass die Wahrscheinlichkeit, ein falsches Geständnis abzulegen, für Personen mit psychischen Störungen 21,6-mal höher ist als für Personen ohne psychische Störung.
Aus diesem Grunde ist diese Methode in mehreren europäischen Ländern, insbesondere bei der Befragung von Kindern und Jugendlichen, untersagt. In Deutschland verstößt sie gegen § 136a StPO, da sie schon vom Konzept her mit Täuschungen und Drohungen arbeitet.

## Anwendung in Deutschland
In der Reid-Methode wurden mehrere deutsche Strafverfolgungsbehörden geschult. So testete das bayerische Innenministerium 1999 diese Methode und führte sie nach kostenpflichtigen Schulungen durch Referenten der Firma Reid in der Kriminalpolizei ein. Sie wurde laut Hinweisen bei Ermittlungen in Kriminalfällen (z. B. im Fall Peggy Knobloch oder in erfolglosen Ermittlungen zur NSU-Mordserie) verwendet. Im Fall von Peggy kam es zu einem Justizirrtum, bei dem ein geistig behinderter Mann zu lebenslanger Haft verurteilt und 13 Jahre später wieder freigesprochen wurde.

## Das PEACE-Modell als Alternative
Das PEACE-Modell ist eine informationssammelnde Vernehmungstechnik, die von polizeilichen Führungskräften in Großbritannien genutzt wird. PEACE ist ein Akronym für „Preparation and Planning“, „Engage and Explain“, „Account, Clarification and Challenge“, „Closure“ und „Evaluation“ gebraucht. Im Jahr 1993 wurde diese Befragungstechnik als ein Teil der nationalen Trainingseinheit für britische Polizisten eingeführt und wird heute auch in weiteren Ländern wie Neuseeland und Norwegen eingesetzt.
Entwickelt wurde das PEACE-Modell auf Basis einer kollaborativen Arbeit zwischen Akademikern, Juristen, Psychologen und Polizisten mit dem Ziel, das Risiko für falsche Geständnisse zu reduzieren. Im Gegensatz zur Reid-Methode steht hier nicht das Erhalten eines Geständnisses im Vordergrund, sondern eine offene Befragung, Fairness, aktives Zuhören und die Ermittlung der Wahrheit. Daher wird auf Suggestivfragen, psychologische Manipulation und extremen Druck verzichtet, um das Risiko falscher Geständnisse zu reduzieren und wahre Aussagen zu erhalten. Spezielle Techniken, mit denen die Geständnisbereitschaft erhöht werden soll – wie das Vorlegen falscher, nicht vorhandener Beweise –, sind nicht vorgesehen.
Das PEACE-Modell setzt eine gute Vorbereitung des Interviewers mit genauer Kenntnis des Sachverhalts und genügend Informationen über den Verdächtigen voraus. Zudem muss der gesamte Interviewprozess, sowohl die Beschuldigtenvernehmungen als auch alle Vor- und Nebengespräche, elektronisch aufgezeichnet werden, um Einflüsse des Interviewers und vorhandenes Täterwissen des Beschuldigten besser beurteilen zu können und somit die Unterscheidung zwischen wahren und falschen Geständnissen zu erleichtern. Für besonders verletzliche Beschuldigte wie Personen unter 17 Jahren ist vorgesehen, dass diese nicht ohne Anwesenheit eines begleitenden Erwachsenen vernommen werden dürfen.
In einer Laborstudie konnte gezeigt werden, dass die inquisitorische PEACE-Methode der anklägerischen Reid-Technik in Bezug auf das Produzieren wahrer Geständnisse und das Minimieren falscher Geständnisse deutlich überlegen ist. Weitere empirische Untersuchungen zeigten zudem, dass die Einführung des PEACE-Modells zur Reduzierung problematischer Vernehmungstechniken geführt hat.